# Swiss Open Gstaad 1972
Lo Swiss Open Gstaad 1972 è stato un torneo di tennis giocato sulla terra rossa. È la 58ª edizione dell'Swiss Open, che fa parte del Commercial Union Assurance Grand Prix 1972. Si è giocato a Gstaad in Svizzera, dal 10 al 16 luglio 1972.

## Campioni

### Singolare
Andrés Gimeno ha battuto in finale  Adriano Panatta con il punteggio di 7–5, 9-8, 6–4

### Doppio
Andrés Gimeno /  Antonio Muñoz hanno battuto  Adriano Panatta /  Ion Țiriac 9-8, 4–6, 6–1, 7–5